# Benito Archundia
Benito Archundia (Tlalnepantla de Baz, 21 marzo 1966) è un ex arbitro di calcio messicano.

## Carriera
Arbitro internazionale dal 1º gennaio 1993, nello stesso anno viene impiegato ai mondiali di calcio FIFA under 17 in Giappone, esordendo poi sui palcoscenici maggiori il 28 maggio 1994 arbitrando la partita Stati Uniti-Grecia, finita 1-1.
Nel suo palmarès figurano le partecipazioni alle Olimpiadi di Atlanta nel 1996 ( gare Giappone - Brasile 1:0 e Francia - Arabia Saudita 2:1 ), al torneo FIFA Confederations Cup del 2001 in Corea del Sud e Giappone, ai mondiali under 20 del 2003 negli Emirati Arabi Uniti e del 2005 nei Paesi Bassi. Le altre partite importanti arbitrate sono state:
- semifinale del torneo olimpico del 2004 Italia-Argentina 0-3 (24 agosto 2004)
- finale del Mondiale per club 2005 San Paolo-Liverpool 1-0 (18 dicembre 2005)

Nel 1999 e nel 2007 è protagonista nella Coppa America di calcio (la massima manifestazione per nazioni del Sudamerica). Vanta anche ben cinque partecipazioni alla Gold Cup (1996, 2003, 2005, 2007, 2009).
Nel dicembre 2008 ha partecipato al Mondiale per club in Giappone dirigendo la semifinale Gamba Osaka - Manchester United.
Nel giugno 2009 viene convocato all'ultimo momento in vista della Confederations Cup in Sudafrica per sostituire il guatemalteco Carlos Batres, reo di non aver superato i test atletici a causa di un infortunio. Pochi mesi dopo la FIFA lo convoca, per la terza volta, per arbitrare al Mondiale per club, che dal 2009 si svolgerà negli Emirati Arabi Uniti. Qui dirige due finali: quella per il quinto posto tra TP Mazembe e Auckland City, e successivamente la finalissima che assegna il trofeo, tra Barcellona ed Estudiantes.
Nel febbraio del 2010 la FIFA rende nota la sua convocazione per il mondiale di calcio in Sudafrica, dove arbitra tre incontri, ovvero Italia-Paraguay, Brasile-Portogallo e la finale per il terzo posto tra Uruguay-Germania.
Il 31 dicembre 2010 pone fine alla sua lunga ed illustre carriera internazionale.

### Mondiale 2006
Archundia ha fatto la sua prima apparizione mondiale al Campionato mondiale di calcio 2006 ed ha arbitrato 5 partite, detenendo così il record di maggior partite arbitrate ex aequo con l'argentino Horacio Elizondo:
- Brasile -  Croazia 1-0 (13 giugno)
- Francia -  Corea del Sud 1-1 (18 giugno)
- Rep. Ceca -  Italia 0-2 (22 giugno)
- Svizzera -  Ucraina 0-0 (26 giugno) (ottavi di finale)
- Germania -  Italia 0-2 (4 luglio) (semifinale)

Ha arbitrato la semifinale del Campionato mondiale di calcio 2006 Germania-Italia, in cui gli azzurri hanno prevalso per 2-0 dopo i tempi supplementari con reti di Fabio Grosso e Alessandro Del Piero.
In generale è stato l'arbitro meno fiscale del torneo mondiale, estraendo solamente in media 3 cartellini a partita.

### Mondiali 2010
- Paraguay -  Italia 1-1 (14 giugno)
- Portogallo -  Brasile 0-0 (25 giugno)
- Uruguay -  Germania 2-3 (10 luglio) (finale per il terzo posto)

## Dopo il ritiro
Nei mesi immediatamente successivi al suo ritiro dal campo, è subito prescelto dalla FIFA come osservatore arbitrale. Nel 2011 viene infatti inviato dapprima ai Mondiali Under 17 in Messico e successivamente agli Under 20 in Colombia. Tutto ciò viene rivelato dallo stesso fischietto messicano in un'intervista rilasciata proprio alla FIFA, in cui si apprende inoltre come la sua volontà sia quella di diventare un vero e proprio istruttore per la formazione di giovani arbitri.
Un anno più tardi, però, deluso dall'esperienza, abbandona il mondo arbitrale per diventare dirigente presso la società di calcio messicana del Cruz Azul.

## Curiosità
- Durante il secondo tempo supplementare della semifinale dei Mondiali di calcio 2006 Italia-Germania, è stato protagonista di un fatto molto singolare: Marco Materazzi, mentre stava esultando per il gol di Fabio Grosso, non trovando nessuno da abbracciare, e visto che Archundia era vicino a lui, lo ha abbracciato per la vita, come non si è mai visto in un campo da calcio.[3] Ha dichiarato, in una intervista, che l'abbraccio di Marco Materazzi mentre convalidava il goal dell'Italia, era talmente forte da non riuscire a divincolarsi.
- Ha diretto per tre volte gare ufficiali dell'Italia durante la fase finale dei mondiali (due partite nel 2006 ed una nel 2010). Nei tre precedenti, gli "azzurri" non hanno mai perso: due vittorie per 2-0 ed un pareggio per 1-1.
- L'arbitro è stato duramente contestato dai tifosi canadesi (che hanno fondato su Facebook il gruppo "The Benito Archundia Hate Society") a causa di due episodi. Nelle qualificazioni per i mondiali 2006 assegnò un rigore discutibile all'Honduras quando il Canada vinceva 1-0 e annullò per fallo la successiva rete dei nordamericani (finale: 1-1). Nel 2007, durante la semifinale della CONCACAF Gold Cup, annullò per fuorigioco il pareggio del Canada (nel tempo di recupero) contro gli USA, che conducevano per 2-1.

### Fonti
- Sito del CONMEBOL, su CONMEBOL.com.